# Stella (Italië)
Stella is een gemeente in de Italiaanse provincie Savona (regio Ligurië) en telt 2.980 inwoners (30-6-2019). De oppervlakte bedraagt 43,3 km², de bevolkingsdichtheid is 68 inwoners per km².

## Demografie
Stella telt ongeveer 1432 huishoudens. Het aantal inwoners steeg in de periode 1991-2001 met 13,5% volgens cijfers uit de tienjaarlijkse volkstellingen van ISTAT.
| Jaar | Inwoneraantal |
| ---- | ------------- |
| 1991 | 2.587         |
| 2001 | 2.935         |
| 2019 | 2.980         |

## Geografie
Stella grenst aan de volgende gemeenten: Albisola Superiore, Celle Ligure, Pontinvrea, Sassello, Varazze.

## Geboren in Stella
- Sandro Pertini (25 september 1896), zevende President van Italië